# Gerlach Gottfried Bommersheim

Gerlach Bommersheim

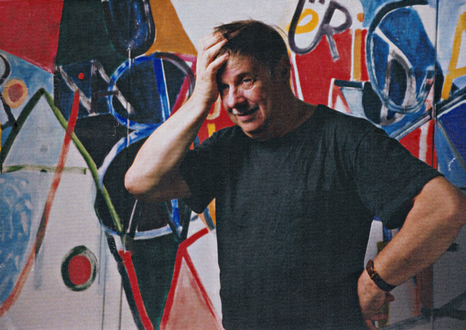
Vernissage Gerlach Bommersheim

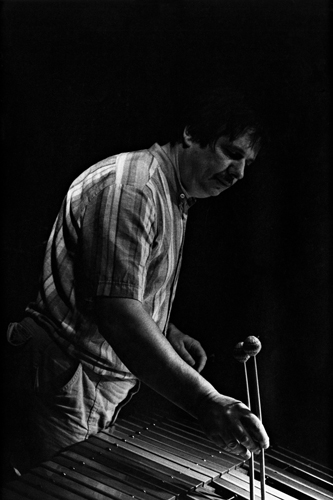
Konzert mit Gerlach Bommersheim

Gerlach Gottfried Bommersheim (* 30. April 1934 in Darmstadt; † 20. Dezember 2006 in München) war deutscher Künstler, Jazzmusiker sowie Pionier der psychoanalytischen Kunsttherapie in Deutschland.

## Leben
Gerlach Bommersheim war ein Sohn des Paul Bommersheim und der Elly Bommersheim. Bommersheims künstlerischer Werdegang begann mit dem Studium an der Münchner Akademie der Bildenden Künste bei Charles Crodel und Rolf Cavael (1956 bis 1960). Parallel zum Studium spielte Bommersheim als Vibraphonist und Pianist in verschiedenen Formationen des Modern Jazz. Anfänglich spielte er mit Musikern wie Gottfried Luber und Heinz Schellerer kommerziellen Jazz in Army-Clubs und Jazzclubs. In der Mitte der 1960er arbeitete er mit Don Cherry und war an dessen Filmmusik für den Film Zero in the Universe von George Moorse (1966) beteiligt. Auch arbeitete er an den Soundtracks zu Filmen von Vlado Kristl.
Nach dem ersten Staatsexamen war er bis 1969 als Kunstpädagoge in Schulen und später als Dozent und Leitung für Fachlehrer für Kunsterziehung tätig. Von 1970 bis 1973 unterzog er sich einem Zweitstudium (Pädagogik, Psychologie, Philosophie und Kunstgeschichte) sowie einer Zusatzausbildung für Gruppendynamik bei der Gesellschaft für analytische Gruppendynamik (Lehranalyse bei Wolfgang Schmidbauer). Ab 1976 lernte er beim Lehrer Toyo Kobayashi Tai Chi (Taijiquan) und gab später darin selbst Unterricht.

### Arbeit als bildender Künstler
In den 1960er und 1970er Jahren kam Gerlach Bommersheim in Kontakt mit Künstlern der Gruppe SPUR und der Künstlergemeinschaft Kollektiv Herzogstraße.
Diese Künstler trugen durch ihr gesellschaftskritisches Denken und Handeln viel dazu bei, München zu einem Schauplatz künstlerischer Aufbruchstimmung zu machen und den Anschluss an die internationale Moderne herzustellen.
In der Auseinandersetzung mit diesen Künstlern fand Bommersheim Anregungen für sein eigenes Schaffen.

„Für mich ist Zeichnen und Malen ein ewig währender alchemistischer Prozess im Umgang mit den eigenen und den marterialen Widerständen.
  Aufregendes Abenteuer, bei dem meist nicht vorhersehbar ist, was sich ereignen wird. Die Ereignisse sind Ergebnis von Kon- und Dissonanzen zwischen mir und dem Material, zwei parallel laufende Odysseen des Kennen-Lernens. Dies ist und bleibt ein praktischer Prozess, unersetzbar durch lineares Denken. Ich bin gezwungen, Überraschungen zu inszenieren, werde Regisseur des Zufalls, Glückspilz im Finden und Intendant des Unbekannten.“

Der Schaffensprozess stand bei Bommersheim im Vordergrund und war wichtiger als das fertige Resultat. Betrachtet man seine Bilder aus der Nähe, so wird deutlich, dass das Überarbeiten und Übermalen Teil seines Schaffensprozesses war.

### Arbeit als Jazzmusiker
In den 1970er Jahren begleitete Gerlach Bommersheim als Jazzmusiker amerikanische Gastmusiker wie Eddie „Cleanhead“ Vinson. Anfang der 1980er Jahre gründete er ein eigenes Quartett, das in den 1990er Jahren überregional wirkte. Auch spielte er in Formationen des Schweizer Schlagzeugers G. Pechet-Reber (Wald in Town, CD).

### Arbeit als Kunsttherapeut
Bommersheim gilt als einer der Pioniere der Kunsttherapie in Deutschland. 1974 gründete er ein Zentrum für Kunsttherapie und Kreativitätsförderung. Er hatte einen Lehrauftrag bei der Fachakademie für Heilpädagogik und war 1984 Mitbegründer der Arbeitsgemeinschaft für psychoanalytische Kunsttherapie (APAKT).

## Werke
- G. Bommersheim, Rotkäppchen im Schwarzweißfilm Claus-Richter-Verlag; ISBN 3-924533-55-5